# フロリダ州選出のアメリカ合衆国上院議員
以下は、フロリダ州選出のアメリカ合衆国上院議員の一覧である。
フロリダ州は、1845年3月3日に連邦に加わった。同州の上院での議席は、連邦からの離脱により、1861年3月に空席とされた。1868年7月以降、再び元に戻された。

## 上院議員一覧
| 第1部 第1部の上院議員は西暦年を6で除算したときの剰余が1と等しい年が任期末である。最近では2006年, 2012年, 2018年, 2024年に改選されている。次の選挙は2030年を予定している。 | 第1部 第1部の上院議員は西暦年を6で除算したときの剰余が1と等しい年が任期末である。最近では2006年, 2012年, 2018年, 2024年に改選されている。次の選挙は2030年を予定している。 | 第1部 第1部の上院議員は西暦年を6で除算したときの剰余が1と等しい年が任期末である。最近では2006年, 2012年, 2018年, 2024年に改選されている。次の選挙は2030年を予定している。 | 第1部 第1部の上院議員は西暦年を6で除算したときの剰余が1と等しい年が任期末である。最近では2006年, 2012年, 2018年, 2024年に改選されている。次の選挙は2030年を予定している。 | 第1部 第1部の上院議員は西暦年を6で除算したときの剰余が1と等しい年が任期末である。最近では2006年, 2012年, 2018年, 2024年に改選されている。次の選挙は2030年を予定している。 | 第1部 第1部の上院議員は西暦年を6で除算したときの剰余が1と等しい年が任期末である。最近では2006年, 2012年, 2018年, 2024年に改選されている。次の選挙は2030年を予定している。 | 議会                                                         | 第3部 第3部の上院議員は西暦年を6で除算したときの剰余が5と等しい年が任期末である。最近では2004年,2010年, 2016年, 2022年に改選されている。次の選挙は2026年(補選), 2028年を予定している。 | 第3部 第3部の上院議員は西暦年を6で除算したときの剰余が5と等しい年が任期末である。最近では2004年,2010年, 2016年, 2022年に改選されている。次の選挙は2026年(補選), 2028年を予定している。 | 第3部 第3部の上院議員は西暦年を6で除算したときの剰余が5と等しい年が任期末である。最近では2004年,2010年, 2016年, 2022年に改選されている。次の選挙は2026年(補選), 2028年を予定している。 | 第3部 第3部の上院議員は西暦年を6で除算したときの剰余が5と等しい年が任期末である。最近では2004年,2010年, 2016年, 2022年に改選されている。次の選挙は2026年(補選), 2028年を予定している。 | 第3部 第3部の上院議員は西暦年を6で除算したときの剰余が5と等しい年が任期末である。最近では2004年,2010年, 2016年, 2022年に改選されている。次の選挙は2026年(補選), 2028年を予定している。 | 第3部 第3部の上院議員は西暦年を6で除算したときの剰余が5と等しい年が任期末である。最近では2004年,2010年, 2016年, 2022年に改選されている。次の選挙は2026年(補選), 2028年を予定している。 |
| # | 氏名 | 所属政党 | 在職期間 | 選挙歴 | 任期 | 議会                                                         | 任期 | 選挙歴 | 在職期間 | 所属政党 | 氏名 | # |
| 1 | デイヴィッド・レヴィ・ユリー | 民主党 | 1845年7月1日 – 1851年3月3日 | 1845年選出 再選に失敗 | 1 | 29                                                           | 1 | 1845年選出 引退 | 1845年7月1日 – 1849年3月3日 | 民主党 | ジェイムズ・ウェストコット | 1 |
| 1 | デイヴィッド・レヴィ・ユリー | 民主党 | 1845年7月1日 – 1851年3月3日 | 1845年選出 再選に失敗 | 1 | 30                                                           | 1 | 1845年選出 引退 | 1845年7月1日 – 1849年3月3日 | 民主党 | ジェイムズ・ウェストコット | 1 |
| 1 | デイヴィッド・レヴィ・ユリー | 民主党 | 1845年7月1日 – 1851年3月3日 | 1845年選出 再選に失敗 | 1 | 31                                                           | 2 | 1848年選出 引退 | 1849年3月4日 – 1855年3月3日 | ホイッグ党 | ジャクソン・モートン | 2 |
| 2 | スティーヴン・マロリー | 民主党 | 1851年3月4日 – 1861年1月21日 | 1851年選出 | 2 | 32                                                           | 2 | 1848年選出 引退 | 1849年3月4日 – 1855年3月3日 | ホイッグ党 | ジャクソン・モートン | 2 |
| 2 | スティーヴン・マロリー | 民主党 | 1851年3月4日 – 1861年1月21日 | 1851年選出 | 2 | 33                                                           | 2 | 1848年選出 引退 | 1849年3月4日 – 1855年3月3日 | ホイッグ党 | ジャクソン・モートン | 2 |
| 2 | スティーヴン・マロリー | 民主党 | 1851年3月4日 – 1861年1月21日 | 1851年選出 | 2 | 34                                                           | 3 | 1855年選出 撤退 | 1855年3月4日 – 1861年1月21日 | 民主党 | デイヴィッド・レヴィ・ユリー | 3 |
| 2 | スティーヴン・マロリー | 民主党 | 1851年3月4日 – 1861年1月21日 | 1857年再選 撤退 | 3 | 35                                                           | 3 | 1855年選出 撤退 | 1855年3月4日 – 1861年1月21日 | 民主党 | デイヴィッド・レヴィ・ユリー | 3 |
| 2 | スティーヴン・マロリー | 民主党 | 1851年3月4日 – 1861年1月21日 | 1857年再選 撤退 | 3 | 36                                                           | 3 | 1855年選出 撤退 | 1855年3月4日 – 1861年1月21日 | 民主党 | デイヴィッド・レヴィ・ユリー | 3 |
| 空席 | 空席 | 空席 | 1861年1月21日 – 1868年6月17日 | 南北戦争とレコンストラクション | 3 | 南北戦争とレコンストラクション                               | 3 | 1861年1月21日 – 1868年6月25日 | 空席 | 空席 | 空席 | |
| 空席 | 空席 | 空席 | 1861年1月21日 – 1868年6月17日 | 南北戦争とレコンストラクション | 3 | 南北戦争とレコンストラクション                               | 37 | 1861年1月21日 – 1868年6月25日 | 空席 | 空席 | 空席 | 4 |
| 空席 | 空席 | 空席 | 1861年1月21日 – 1868年6月17日 | 南北戦争とレコンストラクション | 4 | 南北戦争とレコンストラクション                               | 38 | 1861年1月21日 – 1868年6月25日 | 空席 | 空席 | 空席 | 4 |
| 空席 | 空席 | 空席 | 1861年1月21日 – 1868年6月17日 | 南北戦争とレコンストラクション | 4 | 南北戦争とレコンストラクション                               | 39 | 1861年1月21日 – 1868年6月25日 | 空席 | 空席 | 空席 | 4 |
| 空席 | 空席 | 空席 | 1861年1月21日 – 1868年6月17日 | 南北戦争とレコンストラクション | 4 | 南北戦争とレコンストラクション                               | 40 | 1861年1月21日 – 1868年6月25日 | 空席 | 空席 | 空席 | 5 |
| 3 | アドナイジャ・ウェルチ | 共和党 | 1868年6月17日 – 1869年3月3日 | 空席間の任期を満了するため選出 引退 | 4 | 南北戦争とレコンストラクション                               | 40 | 1861年1月21日 – 1868年6月25日 | 空席 | 空席 | 空席 | 5 |
| 3 | アドナイジャ・ウェルチ | 共和党 | 1868年6月17日 – 1869年3月3日 | 空席間の任期を満了するため選出 引退 | 4 | 空席間の任期を満了するため選手 引退                          | 40 | 1868年6月25日 – 1873年3月3日 | 共和党 | トマス・W・オズボーン | 4 | 5 |
| 4 | アバイジャ・ギルバート | 共和党 | 1869年3月4日 – 1875年3月3日 | 1868年 or 1869年選出 引退 | 5 | 空席間の任期を満了するため選手 引退                          | 41 | 1868年6月25日 – 1873年3月3日 | 共和党 | トマス・W・オズボーン | 4 | 5 |
| 4 | アバイジャ・ギルバート | 共和党 | 1869年3月4日 – 1875年3月3日 | 1868年 or 1869年選出 引退 | 5 | 空席間の任期を満了するため選手 引退                          | 42 | 1868年6月25日 – 1873年3月3日 | 共和党 | トマス・W・オズボーン | 4 | 5 |
| 4 | アバイジャ・ギルバート | 共和党 | 1869年3月4日 – 1875年3月3日 | 1868年 or 1869年選出 引退 | 5 | 43                                                           | 6 | 1872年 or 1873年選出 引退 | 1873年3月4日 – 1879年3月3日 | 共和党 | サイモン・B・コノヴァー | 5 |
| 5 | チャールズ・W・ジョーンズ | 民主党 | 1875年3月4日 – 1887年3月3日 | 1875年選出 | 6 | 44                                                           | 6 | 1872年 or 1873年選出 引退 | 1873年3月4日 – 1879年3月3日 | 共和党 | サイモン・B・コノヴァー | 5 |
| 5 | チャールズ・W・ジョーンズ | 民主党 | 1875年3月4日 – 1887年3月3日 | 1875年選出 | 6 | 45                                                           | 6 | 1872年 or 1873年選出 引退 | 1873年3月4日 – 1879年3月3日 | 共和党 | サイモン・B・コノヴァー | 5 |
| 5 | チャールズ・W・ジョーンズ | 民主党 | 1875年3月4日 – 1887年3月3日 | 1875年選出 | 6 | 46                                                           | 7 | 1879年1月21日選出 | 1879年3月4日 – 1891年3月3日 | 民主党 | ウィルキンソン・コール | 6 |
| 5 | チャールズ・W・ジョーンズ | 民主党 | 1875年3月4日 – 1887年3月3日 | 1881年再選 引退 | 7 | 47                                                           | 7 | 1879年1月21日選出 | 1879年3月4日 – 1891年3月3日 | 民主党 | ウィルキンソン・コール | 6 |
| 5 | チャールズ・W・ジョーンズ | 民主党 | 1875年3月4日 – 1887年3月3日 | 1881年再選 引退 | 7 | 48                                                           | 7 | 1879年1月21日選出 | 1879年3月4日 – 1891年3月3日 | 民主党 | ウィルキンソン・コール | 6 |
| 5 | チャールズ・W・ジョーンズ | 民主党 | 1875年3月4日 – 1887年3月3日 | 1881年再選 引退 | 7 | 49                                                           | 8 | 1885年1月20日選出 | 1879年3月4日 – 1891年3月3日 | 民主党 | ウィルキンソン・コール | 6 |
| 空席 | 空席 | 空席 | 1887年3月4日 – 1887年5月19日 | | 8 | 50                                                           | 8 | 1885年1月20日選出 | 1879年3月4日 – 1891年3月3日 | 民主党 | ウィルキンソン・コール | 6 |
| 6 | サミュエル・パスコ | 民主党 | 1887年5月19日 – 1899年4月18日 | 1887年任期を満了するため選出 | 8 | 50                                                           | 8 | 1885年1月20日選出 | 1879年3月4日 – 1891年3月3日 | 民主党 | ウィルキンソン・コール | 6 |
| 6 | サミュエル・パスコ | 民主党 | 1887年5月19日 – 1899年4月18日 | 1887年任期を満了するため選出 | 8 | 51                                                           | 8 | 1885年1月20日選出 | 1879年3月4日 – 1891年3月3日 | 民主党 | ウィルキンソン・コール | 6 |
| 6 | サミュエル・パスコ | 民主党 | 1887年5月19日 – 1899年4月18日 | 1887年任期を満了するため選出 | 8 | 52                                                           | 9 | 州議会が選出に失敗 | 1891年3月4日 – 1891年5月26日 | | | 6 |
| 6 | サミュエル・パスコ | 民主党 | 1887年5月19日 – 1899年4月18日 | 1887年任期を満了するため選出 | 8 | 52                                                           | 9 | 1891年5月26日選出 引退 | 1891年5月26日 – 1897年3月3日 | 民主党 | ウィルキンソン・コール | 6 |
| 6 | サミュエル・パスコ | 民主党 | 1887年5月19日 – 1899年4月18日 | 選出失敗による空席を補充するため任命 1893年4月20日空席間の任期を満了するため選出                                                                                          | 9 | 53                                                           | 9 | 1891年5月26日選出 引退 | 1891年5月26日 – 1897年3月3日 | 民主党 | ウィルキンソン・コール | 6 |
| 6 | サミュエル・パスコ | 民主党 | 1887年5月19日 – 1899年4月18日 | 選出失敗による空席を補充するため任命 1893年4月20日空席間の任期を満了するため選出                                                                                          | 9 | 54                                                           | 9 | 1891年5月26日選出 引退 | 1891年5月26日 – 1897年3月3日 | 民主党 | ウィルキンソン・コール | 6 |
| 6 | サミュエル・パスコ | 民主党 | 1887年5月19日 – 1899年4月18日 | 選出失敗による空席を補充するため任命 1893年4月20日空席間の任期を満了するため選出                                                                                          | 9 | 55                                                           | 10 | 州議会が選出に失敗 | 1897年3月4日 – 1897年5月13日 | | | |
| 6 | サミュエル・パスコ | 民主党 | 1887年5月19日 – 1899年4月18日 | 選出失敗による空席を補充するため任命 1893年4月20日空席間の任期を満了するため選出                                                                                          | 9 | 55                                                           | 10 | 1897年5月14日選出 | 1897年5月14日 – 1907年12月23日 | 民主党 | スティーヴン・マロリー2世 | 7 |
| 6 | サミュエル・パスコ | 民主党 | 1887年5月19日 – 1899年4月18日 | 選出失敗による空席を補充するため任命 補欠選挙に敗北 | 10 | 56                                                           | 10 | 1897年5月14日選出 | 1897年5月14日 – 1907年12月23日 | 民主党 | スティーヴン・マロリー2世 | 7 |
| 空席 | 空席 | 空席 | 1899年4月18日 – 1899年4月20日 | | 10 | 56                                                           | 10 | 1897年5月14日選出 | 1897年5月14日 – 1907年12月23日 | 民主党 | スティーヴン・マロリー2世 | 7 |
| 7 | ジェイムズ・P・タリアフェッロ | 民主党 | 1899年4月20日 – 1911年3月3日 | パスコの任期を満了するため選出 | 10 | 56                                                           | 10 | 1897年5月14日選出 | 1897年5月14日 – 1907年12月23日 | 民主党 | スティーヴン・マロリー2世 | 7 |
| 7 | ジェイムズ・P・タリアフェッロ | 民主党 | 1899年4月20日 – 1911年3月3日 | パスコの任期を満了するため選出 | 10 | 57                                                           | 10 | 1897年5月14日選出 | 1897年5月14日 – 1907年12月23日 | 民主党 | スティーヴン・マロリー2世 | 7 |
| 7 | ジェイムズ・P・タリアフェッロ | 民主党 | 1899年4月20日 – 1911年3月3日 | パスコの任期を満了するため選出 | 10 | 58                                                           | 11 | 選出失敗による空席を補充するため任命 1903年4月22日空席間の任期を満了するため選出 死去                                                                                                  | 1897年5月14日 – 1907年12月23日 | 民主党 | スティーヴン・マロリー2世 | 7 |
| 7 | ジェイムズ・P・タリアフェッロ | 民主党 | 1899年4月20日 – 1911年3月3日 | 選出失敗による空席を補充するため任命 1905年4月20日任期を満了するため再選 再選に失敗                                                                                       | 11 | 59                                                           | 11 | 選出失敗による空席を補充するため任命 1903年4月22日空席間の任期を満了するため選出 死去                                                                                                  | 1897年5月14日 – 1907年12月23日 | 民主党 | スティーヴン・マロリー2世 | 7 |
| 7 | ジェイムズ・P・タリアフェッロ | 民主党 | 1899年4月20日 – 1911年3月3日 | 選出失敗による空席を補充するため任命 1905年4月20日任期を満了するため再選 再選に失敗                                                                                       | 11 | 60                                                           | 11 | 選出失敗による空席を補充するため任命 1903年4月22日空席間の任期を満了するため選出 死去                                                                                                  | 1897年5月14日 – 1907年12月23日 | 民主党 | スティーヴン・マロリー2世 | 7 |
| 7 | ジェイムズ・P・タリアフェッロ | 民主党 | 1899年4月20日 – 1911年3月3日 | 選出失敗による空席を補充するため任命 1905年4月20日任期を満了するため再選 再選に失敗                                                                                       | 11 |                                                              | 11 | 1907年12月23日 – 1907年12月26日 | 空席 | 空席 | 空席 | |
| 7 | ジェイムズ・P・タリアフェッロ | 民主党 | 1899年4月20日 – 1911年3月3日 | 選出失敗による空席を補充するため任命 1905年4月20日任期を満了するため再選 再選に失敗                                                                                       | 11 | マロリーの任期を満了するため任命 死去                        | 11 | 1907年12月26日 – 1908年3月22日 | 民主党 | ウィリアム・ジェイムズ・ブライアン | 8 | |
| 7 | ジェイムズ・P・タリアフェッロ | 民主党 | 1899年4月20日 – 1911年3月3日 | 選出失敗による空席を補充するため任命 1905年4月20日任期を満了するため再選 再選に失敗                                                                                       | 11 |                                                              | 11 | 1908年3月22日 – 1908年3月27日 | 空席 | 空席 | 空席 | |
| 7 | ジェイムズ・P・タリアフェッロ | 民主党 | 1899年4月20日 – 1911年3月3日 | 選出失敗による空席を補充するため任命 1905年4月20日任期を満了するため再選 再選に失敗                                                                                       | 11 | マロリーの任期を満了するため任命 引退                        | 11 | 1908年3月27日 – 1909年3月3日 | 民主党 | ウィリアム・ホール・ミルトン | 9 | |
| 7 | ジェイムズ・P・タリアフェッロ | 民主党 | 1899年4月20日 – 1911年3月3日 | 選出失敗による空席を補充するため任命 1905年4月20日任期を満了するため再選 再選に失敗                                                                                       | 11 | 61                                                           | 12 | 任期開始のため任命 1909年4月20日任期を満了するため選出 | 1909年3月4日 – 1936年6月17日 | 民主党 | ダンガン・U・フレッチャー | 10 |
| 8 | ネイサン・P・ブライアン | 民主党 | 1911年3月4日 – 1917年3月3日 | 任期開始のため任命 1911年4月18日任期を満了するため選出 再指名に失敗 | 12 | 62                                                           | 12 | 任期開始のため任命 1909年4月20日任期を満了するため選出 | 1909年3月4日 – 1936年6月17日 | 民主党 | ダンガン・U・フレッチャー | 10 |
| 8 | ネイサン・P・ブライアン | 民主党 | 1911年3月4日 – 1917年3月3日 | 任期開始のため任命 1911年4月18日任期を満了するため選出 再指名に失敗 | 12 | 63                                                           | 12 | 任期開始のため任命 1909年4月20日任期を満了するため選出 | 1909年3月4日 – 1936年6月17日 | 民主党 | ダンガン・U・フレッチャー | 10 |
| 8 | ネイサン・P・ブライアン | 民主党 | 1911年3月4日 – 1917年3月3日 | 任期開始のため任命 1911年4月18日任期を満了するため選出 再指名に失敗 | 12 | 64                                                           | 13 | 1914年再選 | 1909年3月4日 – 1936年6月17日 | 民主党 | ダンガン・U・フレッチャー | 10 |
| 9 | パーク・トランメル | 民主党 | 1917年3月4日 – 1936年5月8日 | 1916年選出 | 13 | 65                                                           | 13 | 1914年再選 | 1909年3月4日 – 1936年6月17日 | 民主党 | ダンガン・U・フレッチャー | 10 |
| 9 | パーク・トランメル | 民主党 | 1917年3月4日 – 1936年5月8日 | 1916年選出 | 13 | 66                                                           | 13 | 1914年再選 | 1909年3月4日 – 1936年6月17日 | 民主党 | ダンガン・U・フレッチャー | 10 |
| 9 | パーク・トランメル | 民主党 | 1917年3月4日 – 1936年5月8日 | 1916年選出 | 13 | 67                                                           | 14 | 1920年再選 | 1909年3月4日 – 1936年6月17日 | 民主党 | ダンガン・U・フレッチャー | 10 |
| 9 | パーク・トランメル | 民主党 | 1917年3月4日 – 1936年5月8日 | 1922年再選 | 14 | 68                                                           | 14 | 1920年再選 | 1909年3月4日 – 1936年6月17日 | 民主党 | ダンガン・U・フレッチャー | 10 |
| 9 | パーク・トランメル | 民主党 | 1917年3月4日 – 1936年5月8日 | 1922年再選 | 14 | 69                                                           | 14 | 1920年再選 | 1909年3月4日 – 1936年6月17日 | 民主党 | ダンガン・U・フレッチャー | 10 |
| 9 | パーク・トランメル | 民主党 | 1917年3月4日 – 1936年5月8日 | 1922年再選 | 14 | 70                                                           | 15 | 1926年再選 | 1909年3月4日 – 1936年6月17日 | 民主党 | ダンガン・U・フレッチャー | 10 |
| 9 | パーク・トランメル | 民主党 | 1917年3月4日 – 1936年5月8日 | 1928年再選 | 15 | 71                                                           | 15 | 1926年再選 | 1909年3月4日 – 1936年6月17日 | 民主党 | ダンガン・U・フレッチャー | 10 |
| 9 | パーク・トランメル | 民主党 | 1917年3月4日 – 1936年5月8日 | 1928年再選 | 15 | 72                                                           | 15 | 1926年再選 | 1909年3月4日 – 1936年6月17日 | 民主党 | ダンガン・U・フレッチャー | 10 |
| 9 | パーク・トランメル | 民主党 | 1917年3月4日 – 1936年5月8日 | 1928年再選 | 15 | 73                                                           | 16 | 1932年再選 死去 | 1909年3月4日 – 1936年6月17日 | 民主党 | ダンガン・U・フレッチャー | 10 |
| 9 | パーク・トランメル | 民主党 | 1917年3月4日 – 1936年5月8日 | 1934年再選 死去 | 16 | 74                                                           | 16 | 1932年再選 死去 | 1909年3月4日 – 1936年6月17日 | 民主党 | ダンガン・U・フレッチャー | 10 |
| 空席 | 空席 | 空席 | 1936年5月8日 – 1936年5月26日 | | 16 | 74                                                           | 16 | 1932年再選 死去 | 1909年3月4日 – 1936年6月17日 | 民主党 | ダンガン・U・フレッチャー | 10 |
| 10 | スコット・M・ロフティン | 民主党 | 1936年5月26日 – 1936年11月3日 | トランメルの任期を引き継ぐため任命 後継選出 | 16 | 74                                                           | 16 | 1932年再選 死去 | 1909年3月4日 – 1936年6月17日 | 民主党 | ダンガン・U・フレッチャー | 10 |
| 10 | スコット・M・ロフティン | 民主党 | 1936年5月26日 – 1936年11月3日 | トランメルの任期を引き継ぐため任命 後継選出 | 16 | 74                                                           | 16 | | 1936年6月17日 – 1936年7月1日 | 空席 | 空席 | 空席 |
| 10 | スコット・M・ロフティン | 民主党 | 1936年5月26日 – 1936年11月3日 | トランメルの任期を引き継ぐため任命 後継選出 | 16 | 74                                                           | 16 | フレッチャーの任期を引き継ぐため任命 後継の議員資格取得時に引退 | 1936年7月1日 – 1936年11月3日 | 民主党 | ウィリアム・ルーサー・ヒル | 11 |
| 11 | チャールズ・O・アンドリューズ | 民主党 | 1936年11月4日 – 1946年9月18日 | トランメルの任期を満了するため選出 | 16 | 74                                                           | 16 | フレッチャーの任期を満了するため選手つぃ | 1936年11月4日 – 1951年1月3日 | 民主党 | クロード・ペッパー | 12 |
| 11 | チャールズ・O・アンドリューズ | 民主党 | 1936年11月4日 – 1946年9月18日 | トランメルの任期を満了するため選出 | 16 | 75                                                           | 16 | フレッチャーの任期を満了するため選手つぃ | 1936年11月4日 – 1951年1月3日 | 民主党 | クロード・ペッパー | 12 |
| 11 | チャールズ・O・アンドリューズ | 民主党 | 1936年11月4日 – 1946年9月18日 | トランメルの任期を満了するため選出 | 16 | 76                                                           | 17 | 1938年再選 | 1936年11月4日 – 1951年1月3日 | 民主党 | クロード・ペッパー | 12 |
| 11 | チャールズ・O・アンドリューズ | 民主党 | 1936年11月4日 – 1946年9月18日 | 1940年再選 死去 | 17 | 77                                                           | 17 | 1938年再選 | 1936年11月4日 – 1951年1月3日 | 民主党 | クロード・ペッパー | 12 |
| 11 | チャールズ・O・アンドリューズ | 民主党 | 1936年11月4日 – 1946年9月18日 | 1940年再選 死去 | 17 | 78                                                           | 17 | 1938年再選 | 1936年11月4日 – 1951年1月3日 | 民主党 | クロード・ペッパー | 12 |
| 11 | チャールズ・O・アンドリューズ | 民主党 | 1936年11月4日 – 1946年9月18日 | 1940年再選 死去 | 17 | 79                                                           | 18 | 1944年再選 再指名に失敗 | 1936年11月4日 – 1951年1月3日 | 民主党 | クロード・ペッパー | 12 |
| 空席 | 空席 | 空席 | 1946年9月18日 – 1946年9月25日 | | 17 | 79                                                           | 18 | 1944年再選 再指名に失敗 | 1936年11月4日 – 1951年1月3日 | 民主党 | クロード・ペッパー | 12 |
| 12 | スペッサード・ホランド | 民主党 | 1946年9月25日 – 1971年1月3日 | アンドリューの任期を満了するため任命 | 17 | 79                                                           | 18 | 1944年再選 再指名に失敗 | 1936年11月4日 – 1951年1月3日 | 民主党 | クロード・ペッパー | 12 |
| 12 | スペッサード・ホランド | 民主党 | 1946年9月25日 – 1971年1月3日 | 1946年選出 | 18 | 80                                                           | 18 | 1944年再選 再指名に失敗 | 1936年11月4日 – 1951年1月3日 | 民主党 | クロード・ペッパー | 12 |
| 12 | スペッサード・ホランド | 民主党 | 1946年9月25日 – 1971年1月3日 | 1946年選出 | 18 | 81                                                           | 18 | 1944年再選 再指名に失敗 | 1936年11月4日 – 1951年1月3日 | 民主党 | クロード・ペッパー | 12 |
| 12 | スペッサード・ホランド | 民主党 | 1946年9月25日 – 1971年1月3日 | 1946年選出 | 18 | 82                                                           | 19 | 1950年選出 | 1951年1月3日 – 1969年1月3日 | 民主党 | ジョージ・スマザーズ | 13 |
| 12 | スペッサード・ホランド | 民主党 | 1946年9月25日 – 1971年1月3日 | 1952年再選 | 19 | 83                                                           | 19 | 1950年選出 | 1951年1月3日 – 1969年1月3日 | 民主党 | ジョージ・スマザーズ | 13 |
| 12 | スペッサード・ホランド | 民主党 | 1946年9月25日 – 1971年1月3日 | 1952年再選 | 19 | 84                                                           | 19 | 1950年選出 | 1951年1月3日 – 1969年1月3日 | 民主党 | ジョージ・スマザーズ | 13 |
| 12 | スペッサード・ホランド | 民主党 | 1946年9月25日 – 1971年1月3日 | 1952年再選 | 19 | 85                                                           | 20 | 1956年再選 | 1951年1月3日 – 1969年1月3日 | 民主党 | ジョージ・スマザーズ | 13 |
| 12 | スペッサード・ホランド | 民主党 | 1946年9月25日 – 1971年1月3日 | 1958年再選 | 20 | 86                                                           | 20 | 1956年再選 | 1951年1月3日 – 1969年1月3日 | 民主党 | ジョージ・スマザーズ | 13 |
| 12 | スペッサード・ホランド | 民主党 | 1946年9月25日 – 1971年1月3日 | 1958年再選 | 20 | 87                                                           | 20 | 1956年再選 | 1951年1月3日 – 1969年1月3日 | 民主党 | ジョージ・スマザーズ | 13 |
| 12 | スペッサード・ホランド | 民主党 | 1946年9月25日 – 1971年1月3日 | 1958年再選 | 20 | 88                                                           | 21 | 1962年再選 引退 | 1951年1月3日 – 1969年1月3日 | 民主党 | ジョージ・スマザーズ | 13 |
| 12 | スペッサード・ホランド | 民主党 | 1946年9月25日 – 1971年1月3日 | 1964年再選 引退 | 21 | 89                                                           | 21 | 1962年再選 引退 | 1951年1月3日 – 1969年1月3日 | 民主党 | ジョージ・スマザーズ | 13 |
| 12 | スペッサード・ホランド | 民主党 | 1946年9月25日 – 1971年1月3日 | 1964年再選 引退 | 21 | 90                                                           | 21 | 1962年再選 引退 | 1951年1月3日 – 1969年1月3日 | 民主党 | ジョージ・スマザーズ | 13 |
| 12 | スペッサード・ホランド | 民主党 | 1946年9月25日 – 1971年1月3日 | 1964年再選 引退 | 21 | 91                                                           | 22 | 1968年選出 引退、早期に辞職 | 1969年1月3日 – 1974年12月31日 | 共和党 | エドワード・J・ガーニー | 14 |
| 13 | ロートン・チルズ | 民主党 | 1971年1月3日 – 1989年1月3日 | 1970年選出 | 22 | 92                                                           | 22 | 1968年選出 引退、早期に辞職 | 1969年1月3日 – 1974年12月31日 | 共和党 | エドワード・J・ガーニー | 14 |
| 13 | ロートン・チルズ | 民主党 | 1971年1月3日 – 1989年1月3日 | 1970年選出 | 22 | 93                                                           | 22 | 1968年選出 引退、早期に辞職 | 1969年1月3日 – 1974年12月31日 | 共和党 | エドワード・J・ガーニー | 14 |
| 13 | ロートン・チルズ | 民主党 | 1971年1月3日 – 1989年1月3日 | 1970年選出 | 22 | ガーニーの任期を満了するため任命。任命時次の任期に選出済。   | 22 | 1975年1月1日 – 1980年12月31日 | 民主党 | リチャード・ストーン | 15 | |
| 13 | ロートン・チルズ | 民主党 | 1971年1月3日 – 1989年1月3日 | 1970年選出 | 22 | 94                                                           | 23 | 1975年1月1日 – 1980年12月31日 | 民主党 | リチャード・ストーン | 15 | 1974年再選 再選に失敗、早期に辞職 |
| 13 | ロートン・チルズ | 民主党 | 1971年1月3日 – 1989年1月3日 | 1976年再選 | 23 | 95                                                           | 23 | 1975年1月1日 – 1980年12月31日 | 民主党 | リチャード・ストーン | 15 | 1974年再選 再選に失敗、早期に辞職 |
| 13 | ロートン・チルズ | 民主党 | 1971年1月3日 – 1989年1月3日 | 1976年再選 | 23 | 96                                                           | 23 | 1975年1月1日 – 1980年12月31日 | 民主党 | リチャード・ストーン | 15 | 1974年再選 再選に失敗、早期に辞職 |
| 13 | ロートン・チルズ | 民主党 | 1971年1月3日 – 1989年1月3日 | 1976年再選 | 23 | ストーンの任期を満了するため任命。任命時、次の任期に選出済。 | 23 | 1981年1月1日 – 1987年1月3日 | 共和党 | ポーラ・ホーキンズ | 16 | |
| 13 | ロートン・チルズ | 民主党 | 1971年1月3日 – 1989年1月3日 | 1976年再選 | 23 | 97                                                           | 24 | 1981年1月1日 – 1987年1月3日 | 共和党 | ポーラ・ホーキンズ | 16 | 1980年選出 再選に失敗 |
| 13 | ロートン・チルズ | 民主党 | 1971年1月3日 – 1989年1月3日 | 1982年再選 引退 | 24 | 98                                                           | 24 | 1981年1月1日 – 1987年1月3日 | 共和党 | ポーラ・ホーキンズ | 16 | 1980年選出 再選に失敗 |
| 13 | ロートン・チルズ | 民主党 | 1971年1月3日 – 1989年1月3日 | 1982年再選 引退 | 24 | 99                                                           | 24 | 1981年1月1日 – 1987年1月3日 | 共和党 | ポーラ・ホーキンズ | 16 | 1980年選出 再選に失敗 |
| 13 | ロートン・チルズ | 民主党 | 1971年1月3日 – 1989年1月3日 | 1982年再選 引退 | 24 | 100                                                          | 25 | 1986年選出 | 1987年1月3日 – 2005年1月3日 | 民主党 | ボブ・グレアム | 17 |
| 14 | コニー・マック3世 | 共和党 | 1989年1月3日 – 2001年1月3日 | 1988年選出 | 25 | 101                                                          | 25 | 1986年選出 | 1987年1月3日 – 2005年1月3日 | 民主党 | ボブ・グレアム | 17 |
| 14 | コニー・マック3世 | 共和党 | 1989年1月3日 – 2001年1月3日 | 1988年選出 | 25 | 102                                                          | 25 | 1986年選出 | 1987年1月3日 – 2005年1月3日 | 民主党 | ボブ・グレアム | 17 |
| 14 | コニー・マック3世 | 共和党 | 1989年1月3日 – 2001年1月3日 | 1988年選出 | 25 | 103                                                          | 26 | 1992年再選 | 1987年1月3日 – 2005年1月3日 | 民主党 | ボブ・グレアム | 17 |
| 14 | コニー・マック3世 | 共和党 | 1989年1月3日 – 2001年1月3日 | 1994年再選 引退 | 26 | 104                                                          | 26 | 1992年再選 | 1987年1月3日 – 2005年1月3日 | 民主党 | ボブ・グレアム | 17 |
| 14 | コニー・マック3世 | 共和党 | 1989年1月3日 – 2001年1月3日 | 1994年再選 引退 | 26 | 105                                                          | 26 | 1992年再選 | 1987年1月3日 – 2005年1月3日 | 民主党 | ボブ・グレアム | 17 |
| 14 | コニー・マック3世 | 共和党 | 1989年1月3日 – 2001年1月3日 | 1994年再選 引退 | 26 | 106                                                          | 27 | 1998年再選 引退 | 1987年1月3日 – 2005年1月3日 | 民主党 | ボブ・グレアム | 17 |
| 15 | ビル・ネルソン | 民主党 | 2001年1月3日 – 2019年1月3日 | 2000年選出 | 27 | 107                                                          | 27 | 1998年再選 引退 | 1987年1月3日 – 2005年1月3日 | 民主党 | ボブ・グレアム | 17 |
| 15 | ビル・ネルソン | 民主党 | 2001年1月3日 – 2019年1月3日 | 2000年選出 | 27 | 108                                                          | 27 | 1998年再選 引退 | 1987年1月3日 – 2005年1月3日 | 民主党 | ボブ・グレアム | 17 |
| 15 | ビル・ネルソン | 民主党 | 2001年1月3日 – 2019年1月3日 | 2000年選出 | 27 | 109                                                          | 28 | 2004年選出 辞職 | 2005年1月3日 – 2009年9月9日 | 共和党 | メル・マルチネス | 18 |
| 15 | ビル・ネルソン | 民主党 | 2001年1月3日 – 2019年1月3日 | 2006年再選 | 28 | 110                                                          | 28 | 2004年選出 辞職 | 2005年1月3日 – 2009年9月9日 | 共和党 | メル・マルチネス | 18 |
| 15 | ビル・ネルソン | 民主党 | 2001年1月3日 – 2019年1月3日 | 2006年再選 | 28 | 111                                                          | 28 | 2004年選出 辞職 | 2005年1月3日 – 2009年9月9日 | 共和党 | メル・マルチネス | 18 |
| 15 | ビル・ネルソン | 民主党 | 2001年1月3日 – 2019年1月3日 | 2006年再選 | 28 | マルチネスの任期を満了するため任命 引退                      | 28 | 2009年9月9日 – 2011年1月3日 | 共和党 | ジョージ・レミュー | 19 | |
| 15 | ビル・ネルソン | 民主党 | 2001年1月3日 – 2019年1月3日 | 2006年再選 | 28 | 112                                                          | 29 | 2010年選出 | 2011年1月3日 – 2025年1月20日 | 共和党 | マルコ・ルビオ | 20 |
| 15 | ビル・ネルソン | 民主党 | 2001年1月3日 – 2019年1月3日 | 2012年再選 再選に失敗 | 29 | 113                                                          | 29 | 2010年選出 | 2011年1月3日 – 2025年1月20日 | 共和党 | マルコ・ルビオ | 20 |
| 15 | ビル・ネルソン | 民主党 | 2001年1月3日 – 2019年1月3日 | 2012年再選 再選に失敗 | 29 | 114                                                          | 29 | 2010年選出 | 2011年1月3日 – 2025年1月20日 | 共和党 | マルコ・ルビオ | 20 |
| 15 | ビル・ネルソン | 民主党 | 2001年1月3日 – 2019年1月3日 | 2012年再選 再選に失敗 | 29 | 115                                                          | 30 | 2016年再選 | 2011年1月3日 – 2025年1月20日 | 共和党 | マルコ・ルビオ | 20 |
| 空席 | 空席 | 空席 | 2019年1月3日 – 2019年1月8日 | | 30 | 116                                                          | 30 | 2016年再選 | 2011年1月3日 – 2025年1月20日 | 共和党 | マルコ・ルビオ | 20 |
| 16 | リック・スコット | 共和党 | 2019年1月8日 – 現職 | 2018年選出フロリダ州知事の任期終了後に就任 | 30 | 116                                                          | 30 | 2016年再選 | 2011年1月3日 – 2025年1月20日 | 共和党 | マルコ・ルビオ | 20 |
| 16 | リック・スコット | 共和党 | 2019年1月8日 – 現職 | 2018年選出フロリダ州知事の任期終了後に就任 | 30 | 117                                                          | 30 | 2016年再選 | 2011年1月3日 – 2025年1月20日 | 共和党 | マルコ・ルビオ | 20 |
| 16 | リック・スコット | 共和党 | 2019年1月8日 – 現職 | 2018年選出フロリダ州知事の任期終了後に就任 | 30 | 118                                                          | 31 | 2022年再選国務長官就任のため辞職 | 2011年1月3日 – 2025年1月20日 | 共和党 | マルコ・ルビオ | 20 |
| 16 | リック・スコット | 共和党 | 2019年1月8日 – 現職 | 2024年再選 | 31 | 119                                                          | 31 | 2022年再選国務長官就任のため辞職 | 2011年1月3日 – 2025年1月20日 | 共和党 | マルコ・ルビオ | 20 |
| 16 | リック・スコット | 共和党 | 2019年1月8日 – 現職 | 2024年再選 | 31 | 119                                                          | 31 | ルビオ辞職により任命 | 2025年1月21日 – 現職 | 共和党 | アシュリー・ムーディ | 21 |
| 16 | リック・スコット | 共和党 | 2019年1月8日 – 現職 | 2024年再選 | 31 | 119                                                          | 31 | 2026年補欠選挙実施予定 | | | | |
| 16 | リック・スコット | 共和党 | 2019年1月8日 – 現職 | 2024年再選 | 31 | 120                                                          | 31 | | | | | |
| 16 | リック・スコット | 共和党 | 2019年1月8日 – 現職 | 2024年再選 | 31 | 121                                                          | 32 | 2028年改選予定 | 2028年改選予定 | 2028年改選予定 | 2028年改選予定 | 2028年改選予定 |
| # | 氏名 | 所属政党 | 在職期間 | 選挙歴 | 任 期 |                                                              | 任 期 | 選挙歴 | 在職期間 | 所属政党 | 氏名 | # |
| 第1部 | 第1部 | 第1部 | 第1部 | 第1部 | 第1部 | 第3部                                                        | 第3部 | 第3部 | 第3部 | 第3部 | 第3部 | |